# Oualid El Hajjam
Oualid El Hajjam (arabisch وليد الحجام, DMG Walīd al-Ḥaǧǧām; * 19. Februar 1991 in Châteauroux) ist ein marokkanisch-französischer Fußballspieler, der aktuell beim Le Havre AC in der Ligue 1 spielt.

## Karriere

### Verein
El Hajjam begann seine fußballerische Ausbildung beim Le Mans FC, wo er bis 2011 in der Jugend spielte. In der Saison 2010/11 kam er zudem 17 Mal für das fünftklassige Zweitteam zum Einsatz.
Im Sommer 2012 wechselte er zum SC Amiens in die dritte Liga. In der Saison 2012/13 spielte er bereits siebenmal in der National für das erste Team. In der Folgespielzeit konnte er sich bereits durchsetzen und kam auf 20 Saisoneinsätze. Die Saison darauf beendete er jedoch nur noch mit wettbewerbsübergreifend 15 Einsätzen, wobei er jedoch das erste Mal treffen konnte. In der Spielzeit 2015/16 spielte El Hajjam 18 Ligaspiele und schaffte mit Amiens als Drittplatzierter den Aufstieg in die Ligue 2. Dort debütierte er direkt am ersten Spieltag bei einem 1:1-Unentschieden gegen Stade Reims über 90 Minuten im Profibereich. Mitte Dezember (19. Spieltag) konnte er gegen Stade Laval sein erstes Tor erzielen, als man 2:2 unentschieden spielte. Mit seinem Verein schaffte er in jener Saison 2016/17 den direkten Aufstieg in die Ligue 1 als Meister. El Hajjam spielte dabei in der Saison 28 Mal, wobei er ein Tor schoss und zwei Treffer vorlegte. Anschließend verlängerte er seinen auslaufenden Vertrag um drei weitere Jahre bis Juni 2020. Bei seinem Ligue-1-Debüt verlor man mit 0:2 gegen Paris Saint-Germain, er spielte jedoch über die vollen 90 Minuten. Am 28. Oktober 2017 (11. Spieltag) konnte er auch sein erstes Tor im Oberhaus gegen EA Guingamp markieren. Er spielte 2017/18 26 Erstligaspiele, traf dieses eine Mal und konnte mit dem Klub die Klasse halten. Zur Saison 2018/19 wurde er jedoch als Rechtsverteidiger durch Emil Krafth ersetzt und spielte nur noch elf Ligapartien.
Daraufhin verließ er Amiens nach sieben Jahren und wechselte zum Zweitligisten ES Troyes AC. Dort war er direkt gesetzt und spielte 2019/20 22 von 28 möglichen Ligaspielen, wobei er einmal traf. Auch in der Spielzeit 2020/21 war er gesetzt und spielte 28 Spiele, jedoch meist in der Innenverteidigung. Nach dem Aufstieg als Meister der Ligue 2 kam er in der Ligue-1-Saison 2021/22 nur noch zu 19 Einsätzen und einem Tor.
Mit dem Vertragsende verließ er den Verein im Sommer 2022 und unterschrieb einen Vertrag über zwei Jahre erneut in der Ligue 2 beim Le Havre AC. Dort spielte er in der Saison 2022/23 36 Mal, wobei er ein Tor schoss und wurde zum dritten Mal in seiner Karriere französischer Zweitligameister.

### Nationalmannschaft
Am 27. März 2018 debütierte El Hajjam in einem Freundschaftsspiel gegen Usbekistan für die marokkanische A-Nationalmannschaft, als er bei dem 2:0-Sieg in der Startelf stand. Nachdem er nicht in den finalen Kader zur WM 2018 gehört hatte, kam er bis März 2019 noch zu zwei weiteren Einsätzen, wurde anschließend jedoch gar nicht mehr berufen.

## Erfolge
SC Amiens
- Aufstieg in die Ligue 2: 2016
- Meister der Ligue 2 und Aufstieg in die Ligue 1: 2017

ES Troyes AC
- Meister der Ligue 2 und Aufstieg in die Ligue 1: 2021

 Le Havre AC
- Meister der Ligue 2 und Aufstieg in die Ligue 1: 2023